# 2000 AL2
2000 AL2 är en asteroid i huvudbältet som upptäcktes 3 januari 2000 av den japanska astronomen Takao Kobayashi vid Ōizumi-observatoriet.
Asteroiden har en diameter på ungefär 10 kilometer.